# アイドル危機一髪!公開質問状
アイドル危機一髪!公開質問状（アイドルききいっぱつ こうかいしつもんじょう）は、1991年3月4日から同年10月4日（ニッポン放送では10月3日）までニッポン放送の制作でNRN系列各局で放送されていたラジオ番組。
ライオンの一社提供番組。『ライオン・トーク・ビレッジ』のサブタイトルの元で放送されていた。

## 概要
ライオン一社提供の『ビレッジ』枠においては、1985年1月から6年2か月続いた『おねがい!チェッカーズ』に代わり、ニッポン放送の夜ワイド番組『伊集院光のOh!デカナイト』（Ohデカ）が放送開始したのと共にスタート。本番組のパーソナリティも伊集院光がそのまま兼任した。Ohデカが生放送だった中、この番組は収録で放送されていた。なお、サブタイトルは本番組より『ミュージック・ビレッジ』から『トーク・ビレッジ』に変更。
本番組は、当時ニッポン放送で一番大きかったスタジオ「ラジオハウス銀河」（通称・銀河スタジオ）で、週替わりのゲスト（アイドル中心。時にプロレスラーや海外女優など時の有名人もあり）を迎えて毎回収録されていた。番組では、毎回ゲストに質問をしかける一般参加者を募集、その中から選ばれた参加者がスタジオに集合した。ゲストは伊集院に指名された質問者からのどんな無理難題にも答えなければいけないということが特徴だった。この他、その質問内容について伊集院とゲストとのトークなどで構成されていた。
本番組は、集まったリスナーたちによるざわめき声 → ざわめき声の中から発せられるゲスト本人による「キャー！」の叫び声 → 伊集院によるタイトルコール → ライオンの提供アナウンス（スポンサードネット局のみ）というオープニングの流れであった。
本番組が7か月で終了した後の『ライオン・トーク・ビレッジ』枠には、直後の23:40枠で放送されていた『加勢大周 ワイルドで行こう』が10分前倒しで移動となる形で入り、同番組は1991年10月からNRN各局ネット番組となった。

## 週替わりゲスト一覧
（出典：）
| 週数 | 放送日                 | ゲスト                |
| ---- | ---------------------- | --------------------- |
| 1    | 1991年3月4日〜3月8日   | ribbon                |
| 2    | 1991年3月11日〜3月15日 | 三浦理恵子            |
| 3    | 1991年3月18日〜3月22日 | 忍者                  |
| 4    | 1991年3月25日〜3月29日 | 高橋由美子            |
| 5    | 1991年4月1日〜4月5日   | 早坂好恵              |
| 6    | 1991年4月8日〜4月12日  | 酒井法子              |
| 7    | 1991年4月15日〜4月19日 | 大仁田厚              |
| 8    | 1991年4月22日〜4月26日 | キューティー鈴木      |
| 9    | 1991年4月29日〜5月3日  | 中嶋美智代            |
| 10   | 1991年5月6日〜5月10日  | かとうれいこ          |
| 11   | 1991年5月13日〜5月17日 | Mi-Ke                 |
| 12   | 1991年5月20日〜5月24日 | 寺尾友美              |
| 13   | 1991年5月27日〜5月31日 | 田中律子              |
| 14   | 1991年6月3日〜6月7日   |                       |
| 15   | 1991年6月10日〜6月14日 | 忍者                  |
| 16   | 1991年6月17日〜6月21日 | 高橋由美子            |
| 17   | 1991年6月24日〜6月28日 | 黒沢律子              |
| 18   | 1991年7月1日〜7月5日   | アリッサ・ミラノ      |
| 19   | 1991年7月8日〜7月12日  | 堀川早苗              |
| 20   | 1991年7月15日〜7月19日 | Qlair                 |
| 21   | 1991年7月22日〜7月26日 | 中條かな子            |
| 22   | 1991年7月29日〜8月2日  | 胡桃沢ひろこ          |
| 23   | 1991年8月5日〜8月9日   |                       |
| 24   | 1991年8月12日〜8月16日 |                       |
| 25   | 1991年8月19日〜8月23日 |                       |
| 26   | 1991年8月26日〜8月30日 | メロリンQ（山本太郎） |
| 27   | 1991年9月2日〜9月6日   | SMAP                  |
| 28   | 1991年9月9日〜9月13日  | 井上麻美              |
| 29   | 1991年9月16日〜9月20日 |                       |
| 30   | 1991年9月23日〜9月27日 | マセキ里穂            |
| 31   | 1991年9月30日〜10月4日 | 島崎和歌子            |

## 放送時間・ネット局
（出典：）

### ライオン提供ネットワークセールス枠
北海道、関東、中京、関西、福岡県各地域の5局は、ライオン・トーク・ビレッジ枠の前々身枠番組『フォーク・ビレッジ』時代からネットワークセールス枠を設け続けていた局であり、本番組でもネットワークセールス枠を続けていた。
ニッポン放送のみ月曜日から木曜日まで、各ネット局の放送は月曜日から金曜日まで。金曜日放送分は以下のネット局への裏送り。
- ニッポン放送　23:40 - 23:50 （夜ワイド番組『伊集院光のOh!デカナイト』に内包）
- STVラジオ　23:45 - 24:00
- 東海ラジオ放送　23:30 - 23:45
- ラジオ大阪　23:15 - 23:30 （夜ワイド番組『OBCブンブンリクエスト』に内包）
- RKB毎日放送　22:20 - 22:35 （夜ワイド番組『HiHiHi』に内包）

### ローカルセールス枠
全て放送は月曜日から金曜日まで。
- 岩手放送　24:20 - 24:30
- 山形放送　22:30 - 22:40
- 山梨放送　22:10 - 22:20
- 四国放送　22:45 - 22:55
- 西日本放送　24:30 - 24:40
- 南海放送　23:10 - 23:20 （地元企業の「ON and ON」「メガネの川内」がスポンサーに入っていた[3]）
- 高知放送　23:50 - 24:00
- 大分放送　22:50 - 23:00
- ラジオ沖縄　21:50 - 22:00 （地元企業の「ライフ」がスポンサーに入っていた[4]）